# Інчиза-ін-Валь-д'Арно
Інчиза-ін-Валь-д'Арно (італ. Incisa in Val d'Arno) — колишній муніципалітет в Італії, у регіоні Тоскана,  метрополійне місто Флоренція. З 1 січня 2014 року Інчиза-ін-Валь-д'Арно є частиною новоствореного муніципалітету Фільїне-е-Інчиза-Вальдарно.
Інчиза-ін-Валь-д'Арно розташована на відстані близько 220 км на північний захід від Рима, 22 км на південний схід від Флоренції.
Населення — 6373 особи (2012).
Щорічний фестиваль відбувається 6 червня. Покровитель — святий Алессандро.

## Демографія
Населення за роками:

Станом на 31 грудня 2010 року в муніципалітеті офіційно проживало 639 іноземців з 69 країн, серед них 210 громадян країн Євросоюзу та 6 громадян України.

## Сусідні муніципалітети
- Фільїне-Вальдарно
- Греве-ін-К'янті
- Реджелло
- Риньяно-сулл'Арно